# Czeski kubizm

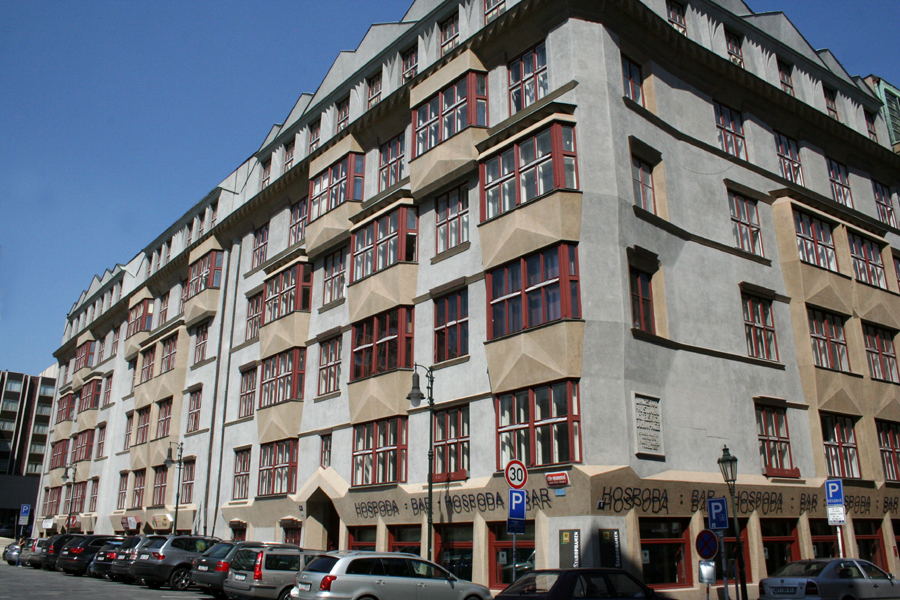
Praga, ul. Elišky Krásnohorské - domy nauczycielskie, Otakar Novotný

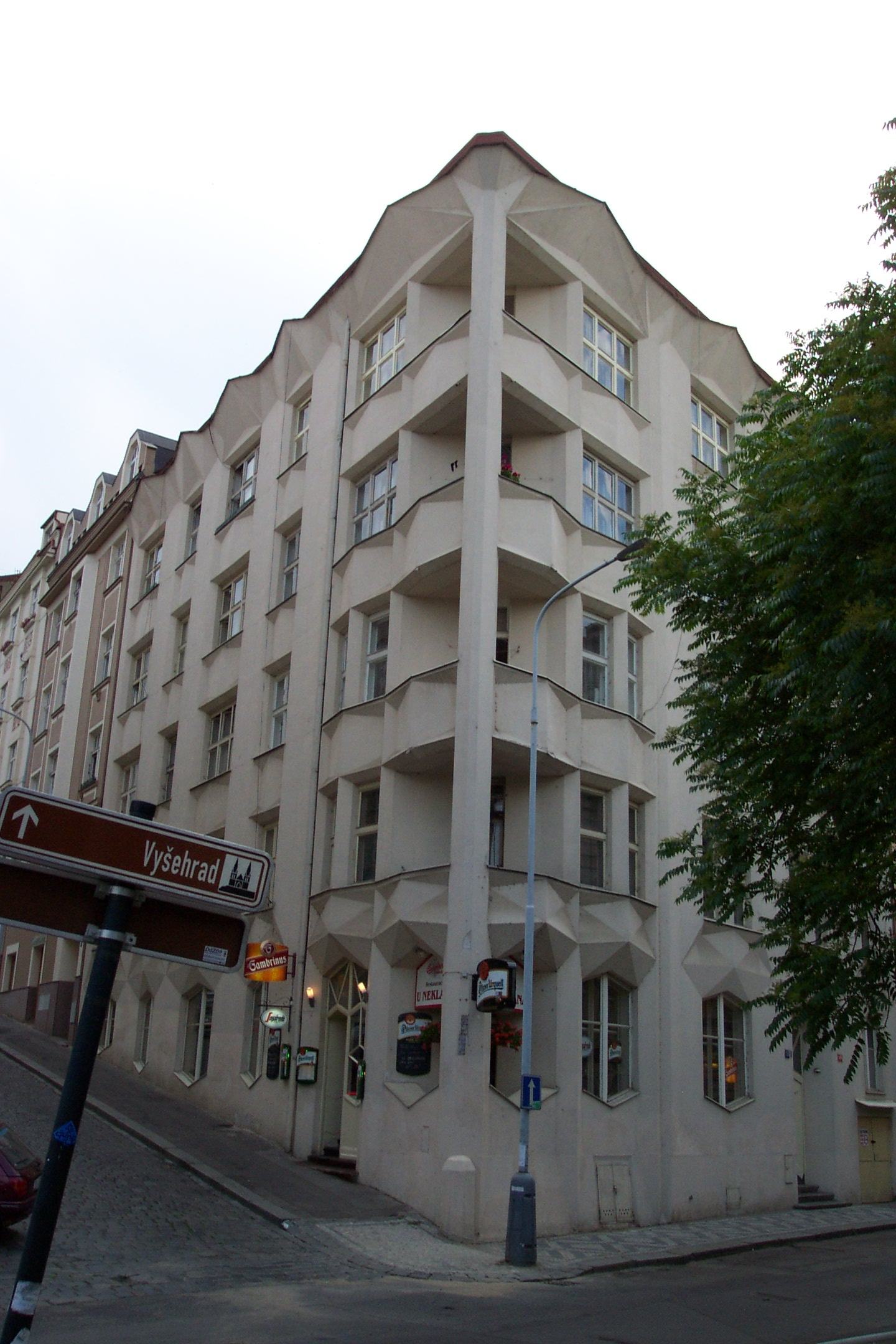
Domy pod Wyszehradem w Pradze (Josef Chochol)

Kubizm w architekturze - styl w architekturze XX wieku, który wykształcił się jedynie na terenie późniejszej Czechosłowacji po roku 1910 i jest specyficznym wkładem tego kraju w rozwój architektury XX stulecia.

## Styl
Młodzi architekci, przede wszystkim czescy, w drugiej dekadzie XX wieku prowadzili poszukiwania nowych dróg w projektowaniu architektonicznym, pragnąc pójść własną drogą, zrywając z dotychczasowym dorobkiem swoich rodaków. Jako wzór przyjęli osiągnięcia kubizmu malarskiego i rzeźbiarskiego, z jego sposobem wizualnego rozbioru przedmiotu. Główny teoretyk kubizmu architektonicznego - Pavel Janák - kojarzył myślenie artystyczne o architekturze z abstrakcją. Nie wystarczały mu jednak wczesne dokonania modernizmu, a zwłaszcza funkcjonalizmu, gdyż nie znajdował w nich dostatecznego pola dla ekspresji twórczej. 
Jedna z tez kubizmu architektonicznego zakładała, że wszystkie linie i płaszczyzny budynku odzwierciedlać muszą naturalny w przyrodzie proces krystalizacji. Podstawową bryłą eksponowaną na fasadach była piramida, a kształtem trójkąt. Ściany budynków zdawały się drgać, za przyczyną intensywnych światłocieni rzeźbiących elewacje. 
Oprócz Janáka, kubistyczne realizacje (przede wszystkim w Pradze) tworzyli Josef Gočár, Emil Králíček, Josef Chochol, Otakar Novotný i inni. Po 1914 styl powoli zanikał. Część architektów przetworzyło jego formy w kierunku kolejnego specyficznego czeskiego stylu - rondokubizmu.

## Wybrane dzieła
- Dům U Černé Matky Boží w Pradze, 1911-1912, (Josef Gočár),
- Dom Zdrojowy w Lázně Bohdaneč, 1913, (Josef Gočár),
- Dom Diament w Pradze, 1912, (Emil Králíček),
- kubistyczne domy pod Wyszehradem w Pradze (Josef Chochol).